# Hans Regner
Hans Regner (ur. 1936) – szwedzki prawnik, kanclerz sprawiedliwości (szef urzędu Justitiekanslern) w latach 1996-2001.
Jest synem Nilsa Regnera, sędziego Sądu Najwyższego Szwecji, prawnikami są również jego brat Göran i żona Karin Lindell.